# Scribner House (Cornwall)

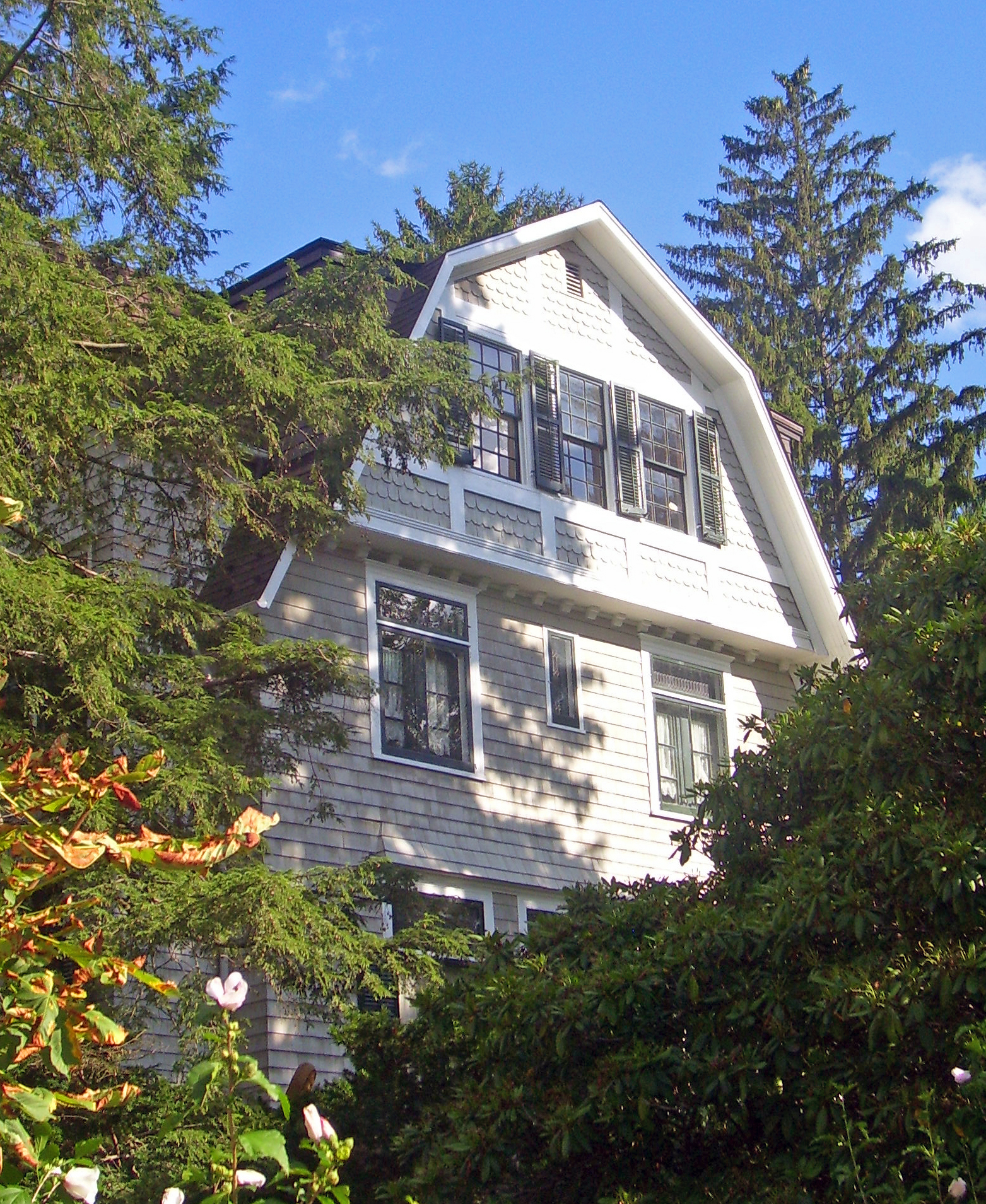
Südansicht des Hauses (2008)

Das Scribner House ist ein Wohngebäude an der Roe Avenue in Cornwall, New York, Vereinigte Staaten. Es wurde 1910 als Haupthaus auf dem Sommersitz des New Yorker Verlegers Charles Scribner II, einer von Charles Scribner’s Sons. Die Architektur vereint eine Innengestaltung im Colonial Revival mit einer verschindelten Fassade im Queen Anne Style, nimmt dabei auch einige Elemente des Arts and Crafts Movements auf. Das Haus 
wurde am 8. März 1996 in das National Register of Historic Places 
aufgenommen.

## Gebäude
Das Haus befindet sich im vorderen Teil eines zehn Acre (etwa vier Hektar) großen Grundstücks in einem Wohngebiet an der Roe Avenue, gerade so außerhalb von Cornwall-on-Hudson. Große immergrüne Bäume schützen das Haus vor den Blicken der Öffentlichkeit und spenden Schatten.
Es ist ein zweieinhalbstöckiges in Holzständerbauweise erbautes Haus mit einem Mansarddach, das mit hölzernen Dachschindeln gedeckt ist. Die Fassade ist in ähnlicher Weise verkleidet. Ein großer zentraler Kamin wird von einem kleinen Backsteinkamin in der nordöstlichen Ecke ergänzt. Zwei Pavillons ragen aus dem Haupttrakt hervor; dazwischen liegt ein eingepasstes Giebeldach mit Dachgauben. An der Südseite ist ein eineinhalbstöckiger Flügel mit Mansarddach, ein zweistöckiger Seitenflügel mit Satteldach schließt sich an der Ostseite an, im Norden ist eine einstöckige Veranda mit Walmdach angebaut und am Ostflügel gibt es einen einstöckigen Anbau, der teils um seine südliche und östliche Seite reicht.
Der Haupteingang an der Westseite ist eine zentral angeordnete doppelte Holztüre, die in der Fassade eingelassen ist und von geformten Holzleisten und seitlichen Lichtfenstern umgeben sind. Darüber befindet sich ein Oberlicht aus gemustertem Glas. Zum Eingang und der Veranda mit der hölzernen Balustrade führen steinerne Stufen. Das Flachdach der Veranda wird von zwei dorischen Säulen getragen.
Im Innern ist der größte Teil der ursprünglichen Ausstattung erhalten. Der Holzinnenausbau mit den Architraven und Vertäfelungen der Wände und Decken aus Eichenholz. Die Haupttreppe hat verschlungene Treppenpfosten, die an der Basis einen Kranz aufweisen und eine dorische Balustrade. Die Kamineinfassungen sind aus Backsteinen, hinzu kommen ein Holzofen und die ursprüngliche Beleuchtung.

## Ästhetik
Eine großzügige Auslegung des Haupthauses und die Lage auf einem weitläufigen Grundstück sowie der vorhandene Blick auf den Hudson River und die nahe gelegenen Highlands sind das herausragende Merkmal von Landsitzen wie der der Scribners ursprünglich war. Durch seine detaillierte Landschaftsgärtnerei unterscheidet es sich von den Landhäusern in Cornwall aus früherer Zeit.
Die Architektur kombiniert eine Innenausstattung im Colonial Revival mit einer verschindelten Außenfassade im Queen Anne Style. Letzterer ist auch an Merkmalen wie die hervorstehenden Dachgauben, die Fensterstreifen und der zurückgesetzte Eingang.
Im Außenbereich ist auch der Einfluss der zeitgenössischen Periode des Arts and Crafts Movement erkennbar. Häuser aus jener Zeit, viele davon wurden im Adirondack und Catskill Park an anderen Stätten New Yorks zu Beginn des 20. Jahrhunderts erbaut, fokussierten auf die Beziehung zwischen den Menschen in ihrem Haus zu der Umgebung, besonders zur Natur. Beim Scribner House sind dies die großformatigen Fensterbereiche und Freiräume im Innern, die dazu dienten, Interieur und Exterieur zu integrieren sowie die Verwendung natürlicher Motive wie Blätter und Blumen bei der Verschmückung von Holzausstattung und Buntglas im Haus.
Der größte Teil der Innenausstattung spiegelt den Stil des Colonial Revivals wider, der zum Zeitpunkt der Konstruktion des Hauses ebenfalls aktuell war. Am auffälligsten sind dabei die hölzernen Ausstattungen wie die Treppe, der Treppenabsatz, die Wandvertäfelungen und die offenen Kamine in den Ecken.

## Geschichte
Die Scribners bauten das Haus 1910, zu einer Zeit als Cornwall noch das beliebte Sommerziel war, zu dem es sich im 19. Jahrhundert entwickelt hatte. Ursprünglich war das Haus Teil eines weit größeren parkähnlichen Anwesens, das sich außerhalb von Cornwall-on-Hudson in der Nachbarschaft der meisten anderen Landsitze befand. Das Haus wurde von Mead and Taft entworfen, einem ortsansässigen Architekturbüro, das eine Reihe weiterer Sommerhäuser in Cornwall entworfen hat, darunter das Amelia Barr House.
In den 1950er Jahren wurde der originale große Balkon im zweiten Stock teilweise entfernt, sodass nur die noch vorhandene Sektion über der Veranda im Erdgeschoss verblieb. Diese Umgestaltung ist die einzige signifikante Veränderung des Hauses seit seinem Bau. Die Erben der Scribners verkauften das Anwesen in den 1960er Jahren und das Grundstück wurde danach stückweise aufgeteilt, bis nur noch die heutigen etwa zehn Acre übrig blieben.